# KOMEIブラウザ
KOMEIブラウザ（こうめいブラウザ）は、公明党が2006年頃まで公開していたタブブラウザである。IEコンポーネントブラウザなので、圧縮ファイルを展開するのみで利用が可能である。インストーラは付属していない。初期のバージョンには、ユーザーエージェントに「Digipub,Grape」が付くバグが存在した。